# Veenendaal-Veenendaal Classic 2023
La Veenendaal-Veenendaal Classic 2023, trentaseiesima edizione della corsa e valida come prova dell'UCI Europe Tour 2023 categoria 1.1, si svolse il 20 maggio 2023 su un percorso di 175,8 km, con partenza e arrivo a Veenendaal, nei Paesi Bassi. La vittoria fu appannaggio dell'olandese Dylan Groenewegen, il quale completò il percorso in 3h39'17", alla media di 48,102 km/h, precedendo il connazionale Arvid de Kleijn e l'australiano Sam Welsford.
Sul traguardo di Veenendaal 120 ciclisti, dei 152 partiti dalla medesima località, portarono a termine la competizione.

## Squadre partecipanti
| N.      | Cod. | Squadra                     |
| ------- | ---- | --------------------------- |
| 1-7     | JAT  | Team Jayco AlUla            |
| 11-17   | ADC  | Alpecin-Deceuninck          |
| 21-27   | ICW  | Intermarché-Circus-Wanty    |
| 31-37   | ARK  | Team Arkéa-Samsic           |
| 41-47   | DSM  | Team DSM                    |
| 51-57   | BWB  | Bingoal WB                  |
| 61-67   | BEB  | Bolton Equities Black Spoke |
| 71-77   | IPT  | Israel-Premier Tech         |
| 81-87   | LTD  | Lotto Dstny                 |
| 91-97   | Q36  | Q36.5 Pro Cycling Team      |
| 101-107 | TFB  | Team Flanders-Baloise       |

| N.      | Cod. | Squadra                         |
| ------- | ---- | ------------------------------- |
| 111-117 | TUD  | Tudor Pro Cycling Team          |
| 121-127 | ABC  | Abloc CT                        |
| 131-137 | ALQ  | Allinq Continental Cycling Team |
| 141-147 | BCY  | BEAT Cycling                    |
| 151-157 | MET  | Metec-Solarwatt p/b Mantel      |
| 161-167 | GSH  | Restaurant Suri-Carl Ras        |
| 171-177 | SRT  | Scorpions Racing Team           |
| 181-187 | TIS  | Tarteletto-Isorex               |
| 191-197 | TDT  | TDT-Unibet Cycling Team         |
| 201-207 | UNI  | Universe Cycling Team           |
| 211-217 | VWE  | VolkerWessels Cycling Team      |

## Ordine d'arrivo (Top 10)
| Pos. | Corridore         | Squadra    | Tempo    |
| ---- | ----------------- | ---------- | -------- |
| 1    | Dylan Groenewegen | Jayco      | 3h39'17" |
| 2    | Arvid de Kleijn   | Tudor      | s.t.     |
| 3    | Sam Welsford      | DSM        | s.t.     |
| 4    | Jakub Mareczko    | Alpecin    | s.t.     |
| 5    | Matteo Moschetti  | Q36.5      | s.t.     |
| 6    | Jarne Van De Paar | Lotto      | s.t.     |
| 7    | Timothy Dupont    | Tarteletto | s.t.     |
| 8    | Jesper Rasch      | Abloc CT   | s.t.     |
| 9    | Alexander Salby   | Bingoal    | s.t.     |
| 10   | Martijn Budding   | TDT        | s.t.     |